# Johan Mangelsen

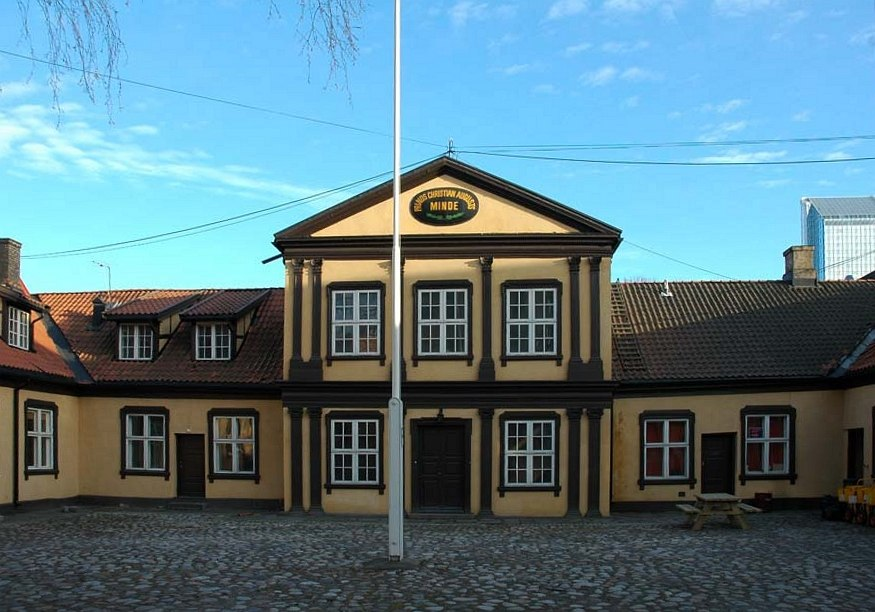
Mangelsgården i Oslo.

Johan Mangelsen, född 12 september 1694 i Kongsvinger, död 24 februari 1769 i Kristiania, var en norsk militär och topograf.
Mangelsen blev officer 1715 och avancerade till generalmajor 1749. Sedan 1743 var han medlem av 1736 års kommission för fastställande av gränslinjen mellan Sverige och Norge och avslöt den 21 september (2 oktober) 1751 med överste Johan Mauritz Klinckowström gränstraktaten mellan de två rikena. Genom gifte blev Mangelsen mycket förmögen och delägare i åtskilliga stora företag, bland annat Røros kopparverk.
År 1758 flyttade Mangelsen från Trondheim till Kristiania, där han inköpte generallöjtnant Frederik Ferdinand Hausmanns präktiga egendom, efter Mangelsen populärt benämnd "Mangelsgården", som 1785–96 ägdes av Carl Johan Ingman, 1812 övergick till stiftelsen "Prins Kristian Augusts minde" och senare användes som kommunal tvångsarbetsanstalt.